# Microsoft Stream
Microsoft Stream（マイクロソフト ストリーム）とは、2017年6月20日に配信された企業向け動画共有サービスであり、従来使われていたOffice 365 Videoに代わって使われている。また、Teams、Sway、SharePointなどと連携して作業ができる。

## 対応環境
5月7日時点での情報。

### 対応ブラウザ
（この節の出典）
- Internet Explorer 11 - Windows 10、Windows 8.1、Windows 7
- Microsoft Edge - Windows 10
- Chrome - Android（最新版）、Mac OS（最新版）、Windows 10
- Safari - IOS（最新版）、Mac OS（最新版）

### 対応言語
（この節の出典）
- アラビア語
- バスク語
- ブルガリア語
- カタルニア語
- 簡体字中国語
- 繁体字中国語
- クロアチア語
- チェコ語
- デンマーク語
- オランダ語
- 英語
- エストニア語
- フィンランド語
- フランス語
- ガリシア語
- ドイツ語
- ギリシャ語
- ヘブライ語
- ヒンディー語
- ハンガリー語
- インドネシア語
- イタリア語
- 日本語
- カザフ語
- 韓国語
- ラトビア語
- リトアニア語
- マレー語
- ノルウェー語（ブークモール）
- ポーランド語
- ポルトガル語（ブラジル、ポルトガル）
- ルーマニア語
- ロシア語
- セルビア語（キリル、ラテン）
- スロバキア語
- スロベニア語
- スペイン語
- スウェーデン語
- タイ語
- トルコ語
- ウクライナ語
- ベトナム語